# Thomas Onstad
Thomas Haakon Onstad (ur. 14 marca 1954) – szwedzki przemysłowiec i armator, większościowy udziałowiec polsko-szwedzkiego holdingu Arctic Paper.
W 2002 roku Forbes szacował jego majątek na 6 mld SEK. W 1998 roku był on piątym najbogatszym Szwedem wg Aftonbladet. Ze względów podatkowych przeprowadził się do szwajcarskiej Lozanny, gdzie zamieszkuje do dzisiaj.
Kojarzony w Polsce z przemianami gospodarczymi w latach 90. XX wieku, gdy jego holding Trebruk AB (obecnie znany jako Arctic Paper, pod kierownictwem Michała Jarczyńskiego) zakupił od Skarbu Państwa papiernię w Kostrzynie nad Odrą, obecnie funkcjonującą jako Arctic Paper Kostrzyn S.A.

## Życiorys
Jest synem norweskiego armatora morskiego Haakona Onstada (1901–1980) i siostrzeńcem Nielsa Onstada (1909–1978), kolekcjonera sztuki, armatora i męża łyżwiarki figurowej Sonji Henie-Onstad. Jego rodzina pochodziła z Norwegii, którą jego ojciec podczas okupacji w 1940 r. opuścił i wyjechał do Szwecji. Wychował się na rodzinnej farmie Holma, w pobliżu szwedzkiej miejscowości Lysekil. Majątek Holma zakupił ojciec Haakon, który wraz z żoną osiedlił się tam w trakcie II wojny światowej. Ukończył studia na London School of Foreign Trade.
Posiada obywatelstwo szwedzkie, norweskie i szwajcarskie. Obecnie rozwiedziony, ma jedną córkę.
Działalność biznesowa skupia się w poniższych obszarach:
- produkcja papieru poprzez koncern Arctic Paper, posiadający fabryki w polskim Kostrzynie nad Odrą, niemieckim Mochenwangen niedaleko Friedrichshafen oraz szwedzkich miejscowościach Munkedal, Grycksbo i Håfreström;
- produkcja celulozy oraz opakowań – szwedzka spółka akcyjna Rottneros AB z celulozowniami w szwedzkim Rottneros, Vallvik, Rockhammar, Utansjö oraz hiszpańskiej Mirandzie. Od 2013 r. Rottneros wchodzi w skład grupy Arctic Paper. W 2020 r. została dodatkowo otwarta fabryka opakowań w Sunne.
- przemysł drzewny – Onstad jest największym właścicielem leśnym w zachodniej Szwecji, obszar będący jego własnością szacuje się na 13 000 ha[5].
- hotelarstwo i sport – jest właścicielem pola golfowego Holma, hotelu tamże oraz dworku szlacheckiego w Munkedal, wykorzystywanego jako pensjonat
- transport morski – wg rejestru morskiego Monako, Thomas Onstad jest posiadaczem 11 statków towarowych[6].

Prowadzi skryty tryb życia, przez redakcję Aftonbladet został określony mianem „najbardziej tajemniczego szwedzkiego miliardera”. Udzielił w życiu łącznie raptem dwóch wywiadów, w których podkreślił, że zarządzanie jest domeną oddelegowanych osób, a publiczną twarz holdingu ma stanowić zarząd pod kierownictwem Michała Jarczyńskiego.

## Kontrowersje
Był wielokrotnie oskarżany o unikanie opodatkowania, także prywatnie osiedlając się w Szwajcarii, tworząc rozbudowaną sieć spółek, holdingów i fundacji. Większość majątku T. Onstada należy do zarejestrowanej w Luksemburgu spółki Casandrax Financial S.A. i szwedzkiego holdingu Nemus Holding AB. Istnieją również powiązania z cypryjską spółką Halmaren Investments Ltd., należącą do Michała Jarczyńskiego, prezesa grupy Arctic Paper.
W 1993 r. należący doń koncern Trebruk AB przejął od państwa polskiego dawne Kostrzyńskie Zakłady Papiernicze w zamian za symboliczną kwotę 80 zł, zobowiązanie się do spłaty długów i obietnicę zainwestowania 150 mln USD w papiernię. Rok 2009 spółka zakończyła z przychodami w wysokości 1,8 mld zł i zyskiem netto w wysokości 132,4 mln złotych. Większa część tych wyników była zasługą kostrzyńskiego zakładu przejętego za wspomniane 80 zł, co budzi zastrzeżenia dot. sposobu przeprowadzenia procesu prywatyzacji.